# Muntele Elbert
Muntele Elbert este cel mai înalt vârf al Munților Stâncoși din America de Nord și cel mai înalt punct din statul american din Colorado și întregul bazin de drenaj Mississippi River . Ultra-proeminent 14440-picior (4401.2 m) fourteener este cel mai înalt vârf din Sawatch Range și al doilea cel mai inalt varf din contigue Statele Unite , după Mount Whitney . Muntele Elbert este situat în pădurea națională San Isabel , la 19,4 km sud-vest ( cu 223 °) de orașul Leadville din comitatul Lake, Colorado . Muntele Elbert.

## Geografie
Muntele Elbert este vizibil la sud-vest de Leadville, adesea acoperit de zăpadă chiar și vara. Muntele masiv vecin , la nord, este al doilea cel mai înalt vârf din Munții Stâncoși și al treilea cel mai înalt din Statele Unite adiacente, iar vârful La Plata , la sud, este al cincilea cel mai înalt din Munții Stâncoși. Comunitatea Twin Lakes se află la baza Muntelui Elbert, Denver este la aproximativ 130 de mile (209 km) la est, Vail este la 50 de mile (80 km) la nord, iar Aspen este la 40 de mile (64 km) la vest . Leadville , la aproximativ 26 de kilometri nord-est, este cel mai apropiat oraș mare. Vârful părinte al lui Elbert este Muntele Whitney din California . Inclusiv Alaska și Hawaii, Muntele Elbert este cel de - al paisprezecelea cel mai înalt munte din Statele Unite. Condițiile meteo se schimbă adesea rapid, iar furtunile de după-amiază sunt frecvente în timpul verii; furtunile de grindină și zăpada sunt posibile pe tot parcursul anului. O furtună electrică pe vârful muntelui a fost considerată suficient de remarcabilă pentru a fi raportată în numărul din iulie 1894 al Științei Muntele Elbert.

## Geologie
Muntele Elbert face parte din gama Sawatch , o ridicare a orogeniei Laramidei care s-a separat de lanțul de țânțari spre est în urmă cu 28 de milioane de ani. Vârfurile acestei game au fost puternic ghețate, lăsând în urmă trăsături caracteristice ale vârfurilor și alte astfel de indicii. De exemplu, baza lui Elbert de pe partea estică prezintă roci mari magmatice și metamorfice depozitate la retragerea ghețarilor, care se află pe o morenă laterală . Mai sus în partea de est se află un mare circ cu un mic tarn . Există, de asemenea, lacuri atât la nord, cât și la sud, respectiv Turcoaz și Twin Lakes ; Lacurile Gemene sunt rezultatul barajului natural al morrenelor , iar Lacul Turcoaz a fost creat de barajul Sugar Loaf.
Muntele Elbert este compus în mare parte din cuarțit . Cu toate acestea, creasta vârfului este formată din roci metamorfice de subsol , de origine pre-cambriană și vechi de aproximativ 1,7 miliarde de ani. Există diverse intruziuni magmatice, inclusiv pegmatită , precum și benzi de gneis și șist . Spre deosebire de munții cu altitudine similară din alte părți, lui Elbert îi lipsește atât un zăpadă permanentă, cât și un circ proeminent orientat spre nord, care poate fi atribuit poziției sale printre alți munți cu înălțime similară, determinându-l să primească cantități relativ mici de precipitații.

## Floră și faună
Culmea Muntelui Elbert este un mediu alpin , cu plante precum Phacelia sericea (sky-pilot), Hymenoxys grandiflora (bătrânul-muntelui) și Geum rossii        (lpens avens). De asemenea, se remarcă Carex atrata var. pullata , Salix desertorum , Platanthera hyperborea , Thalictrum fendleri , Aquilegia canadensis , Chenopodium album , Gentiana detonsa var. hallii și Bigelovia parryi . Sub linia arborelui , muntele este puternic împădurit, cu versanții inferiori acoperiți cu un amestec de pin , molid , aspen și brad .
Unele dintre faunele raportate la urcarea către vârf includ urși negri , marmote , căprioare , pika și goferi de buzunar ; există, de asemenea, multe specii de păsări . Alci , tânăr , curcan și oi bighorn sunt prezente în zonă în timpul verii. Urșii Grizzly sunt dispăruți.